# Pampas del Tigre
Pampas del Tigre ist eine Ortschaft im Departamento Chuquisaca im südamerikanischen Andenstaat Bolivien.

## Lage im Nahraum
Pampas del Tigre liegt in der Provinz Belisario Boeto und ist der größte Ort im Cantón Urriolagoitia im Municipio Villa Serrano. Die Ortschaft liegt auf einer Höhe von 2138 m am Río Pampas, der über den Río Ciprian Mayu zum Río Cochabambillo fließt, einem rechten Nebenfluss des bolivianischen Río Grande.

## Geographie
Pampas del Tigre liegt zwischen dem Altiplano und dem bolivianischen Tiefland im Höhenzug der bolivianischen Cordillera Central. Das Klima ist warm-gemäßigt und ein typisches Tageszeitenklima, bei dem die Temperaturunterschiede im Tagesverlauf stärker schwanken als im Jahresverlauf.
Die Jahresdurchschnittstemperatur in der Region liegt bei gut 17 °C (siehe Klimadiagramm Villa Serrano), die Monatsdurchschnittswerte schwanken zwischen 14 °C im Juni/Juli und 19 °C von November bis Januar. Der Jahresniederschlag beträgt 640 mm und weist vier aride Monate von Mai bis August mit Monatswerten unter 10 mm auf, und eine deutliche Feuchtezeit von Dezember bis Februar mit Monatsniederschlägen zwischen 100 und 130 mm.

## Verkehrsnetz
Pampas del Tigre liegt in einer Entfernung von 203 Straßenkilometern östlich von Sucre, der Hauptstadt des Departamentos Chuquisaca.
Von Sucre aus führt ein Abschnitt der 1000 Kilometer langen Nationalstraße Ruta 6 (Bolivien) in südöstlicher Richtung 144 Kilometer über die Städte Yamparáez, Tarabuco und Zudáñez nach Tomina und dann weiter ins Tiefland. In Tomina zweigt eine Landstraße in nördlicher Richtung ab, die über 30 Kilometer nach Villa Serrano führt und dann als Ruta 38 weiter in Richtung Departamento Santa Cruz. Von dieser Straße zweigt drei Kilometer hinter Villa Serrano eine Landstraße nach Osten ab, die über die Hochfläche führt, ein Tal durchquert und schließlich Pampas del Tigre nach weiteren 26 Kilometern erreicht.

## Bevölkerung
Die Einwohnerzahl der Ortschaft ist in dem Jahrzehnt zwischen den beiden letzten Volkszählungen um knapp ein Sechstel angestiegen:
| Jahr | Einwohner         | Quelle       |
| ---- | ----------------- | ------------ |
| 1992 | keine Detaildaten | Volkszählung |
| 2001 | 319               | Volkszählung |
| 2012 | 365               | Volkszählung |
| 2024 |                   | Volkszählung |

Die Region weist einen gewissen Anteil an Quechua-Bevölkerung auf, im Municipio Villa Serrano sprechen 29,1 Prozent der Bevölkerung Quechua.